# Mihrişah Sultan (manželka Mustafy III.)
Mihrişah Sultan, rodným jménem Agnés (1745 – 16. října 1805), známá jako Gruzínská kráska, byla manželka osmanského sultána Mustafy III. a matka sultána Selima III. Titul Valide Sultan nesla 16 let (od roku 1789 do smrti).
Agnés pocházela z Gruzie a vyznávala Gruzínskou pravoslavnou církev. Podle záznamů byla velmi krásná a přezdívalo se jí Kráska z Gruzie. Po přijetí do harému dostala jmého Mihrişah, což znamená Královo slunce.
Byla známá pro velké reformy během vlády svého syna Selima. Zaměřila se hlavně na školství a diplomacii.